# Rompecabezas de palos
Los rompecabezas de palitos son un tipo de rompecabezas de combinación que utiliza múltiples palitos o "polipalos" (que pueden ser objetos unidimensionales) para ensamblar configuraciones bidimensionales o tridimensionales.
Los polysticks son configuraciones de 'palitos' delgados (idealmente unidimensionales) unidos o no. Los palos pueden ser: segmentos de línea sobre papel, cerillas, trozos de paja, alambre o similares.Una clase especial de rompecabezas de palitos son los " rompecabezas de cerillas ", en los que todas las partes utilizadas son palitos (generalmente cerillas) en lugar de palitos de plástico. Algunos acertijos con truco solo pueden resolverse cuando se supone que los palos en realidad tienen medidas en más de una dimensión. También es posible realizar arreglos tridimensionales como tetrastix a partir de cerillas .

## Ejemplos de rompecabezas de palos
- Rompecabezas de cerillas
- Rompecabezas de rebabas
- Hexastix
- bomba de palo